# Lac La Dauversière
Pour les articles homonymes, voir La Dauversière.
Le lac La Dauversière constitue un plan d'eau douce intégré à un ensemble de lacs désigné « lacs Obatogamau », du territoire de Eeyou Istchee Baie-James (municipalité), dans la région administrative du Nord-du-Québec, dans la province de Québec, au Canada. Ce lac s’étend entièrement dans le canton de La Dauversière.
La foresterie constitue la principale activité économique du secteur. Les activités récréotouristiques arrivent en second.
Le bassin versant des lacs La Dauversière est accessible par un embranchement d’une route forestière se reliant au Nord à la route 113 (reliant Lebel-sur-Quévillon et Chibougamau) et le chemin de fer du Canadien National.
La surface du lac La Dauversière est habituellement gelée du début novembre à la mi-mai, toutefois la circulation sécuritaire sur la glace se fait généralement de la mi-novembre à la mi-avril.

## Géographie
Faisant partie du réservoir des lacs Obatogamau, le lac La Dauversière comporte une longueur de 10,6 km, une largeur maximale de 9,9 km et une altitude de 365 m.
Le lac La Dauversière a une forme plutôt complexe comportant plusieurs baies, presqu’îles et îles. Les principales îles sont : Weaver, aux Bouleaux, des Américains et aux Canards. Les principales pointes sont : aux Tétons et du Cimetière. Les principales baies sont : baie des Trois Lacs, baie Nemenjiche, Première baie des Lacs Obatogamau, Deuxième baie des Lacs Obatogamau et Troisième baie des Lacs Obatogamau.
Le lac La Dauversière s’approvisionne du côté Nord-Est par la décharge des lacs du Moulin et Calmor ; du côté Est par le ruisseau Audet ; du côté Sud-Est, par la décharge du lac Le Royer ; du côté Sud par la décharge d’autres lacs intégrés aux lacs Obatogamau. La rivière Obatogamau (affluent de la rivière Chibougamau) draine ce vaste plan d’eau. L’embouchure du lac La Dauversière est localisée au fond d’une baie au Sud-Ouest à :
- 24,9 km à l’Est de l’embouchure du lac à l'Eau Jaune ;
- 35,2 km à l’Est de l’embouchure du lac de la Presqu'île (Nord-du-Québec) ;
- 83,2 km à l’Est de l’embouchure de la rivière Obatogamau (confluence avec la rivière Chibougamau) ;
- 113,2 km au Nord-Est de l’embouchure de la rivière Chibougamau (confluence avec la rivière Opawica) ;
- 35,1 km au Sud du centre-ville de Chibougamau ;
- 37,4 km au Sud-Est du centre du village de Chapais (Québec)[1].

Les principaux bassins versants voisins du lac La Dauversière sont :
- côté Nord : lac Merrill, lac aux Dorés (rivière Chibougamau), lac Chibougamau, rivière Chibougamau ;
- côté Est : rivière Boisvert (rivière Normandin), lac Boisvert ;
- côté Sud : lac Le Royer, rivière Opawica, rivière Nemenjiche ;
- côté Ouest : lac à l'Eau Jaune, lac Muscocho, rivière Irène (rivière Opawica), rivière Obatogamau.

Le lac La Dauversière se déverse du côté Ouest par un court émissaire dans le lac Le Royer.

## Toponymie
En 1910, la Compagnie de la Baie d'Hudson construit sur la rive Est du lac La Dauversière une cabane laquelle deviendra au fil des ans un lieu d'entreposage. Finalement cette cabane fut désertée. Originellement connu sous la désignation « Dépôt-du-Lac-La Dauversière », en 1988, ce toponyme sera normalisé sous la forme « Dépôt-des-Lacs-La Dauversière », à titre de lieu-dit.
Le toponyme "lac La Dauversière" a été officialisé le 5 décembre 1968 par la Commission de toponymie du Québec, soit lors de sa création.